# Онланта
«Онланта» — российский сервис-провайдер, предоставляющий услуги ИТ-аутсорсинга, эксплуатации информационных систем, а также облачные услуги OnCloud.ru (IaaS, PaaS, SaaS). Входит в ГК «ЛАНИТ».
Центральный офис компании «Онланта» находится в Москве. Региональные отделения работают в Пензе, Твери, Барнауле, Краснодаре. Партнерская сеть представлена во всех регионах России.
В числе клиентов компании предприятия финансового и банковского секторов, государственные учреждения, предприятия ТЭК, телекоммуникаций и связи, транспорта, торговли, промышленности и сферы услуг.

## Основные направления деятельности
- Поддержка ИТ-инфраструктуры
- Служба поддержки пользователей
- Центр обработки обращений (Service Desk)
- Аутсорсинг офисной печати
- Kubernetes-платформа ONPLATFORM
- Информационная безопасность
- Мультивендорная техническая поддержка
- Облачные услуги OnCloud.ru